# Кубок вызова ЕКВ среди женщин 2015/2016
8-й розыгрыш Кубка вызова ЕКВ среди женщин (43-й с учётом Кубка обладателей кубков и Кубка топ-команд) проходил с 10 ноября 2015 по 3 апреля 2016 года. С предварительного раунда в нём принимали участие 29 клубных команд из 21 страны-члена Европейской конфедерации волейбола (включая Косово, получившее временное членство в ЕКВ). С 1/16 к соревнованиям подключились ещё 16 команд, выбывших из 1/16 розыгрыша Кубка ЕКВ. Победителем турнира впервые стала румынская команда «Букурешть» (Бухарест).

## Система квалификации
Места в Кубке вызова 2015/2016 были распределены по рейтингу ЕКВ на 2015 год, учитывающему результаты выступлений клубных команд стран-членов ЕКВ в еврокубках на протяжении трёх сезонов (2011/2012—2013/2014). Согласно ему страны, расположившиеся на 1—7 позициях, получают возможность заявить в розыгрыш по одной команде, на 8—18 — по 2, на 19—22 — по 3, на 23—28 — по 2 и на 29—33 позициях — по одной команде. Страны, не имеющие рейтинговых очков, получают право на заявку одной команды в Кубок вызова. После отказов, переходов в клубные турниры более высокого ранга и специальных приглашений со стороны ЕКВ число участвующих с первого раунда команд достигло 30. Сам рейтинг выглядит следующим образом:
| Место | Страна      | Турниры и количество команд | Турниры и количество команд | Турниры и количество команд |
| Место | Страна      | Лига чемпионов              | Кубок ЕКВ                   | Кубок вызова                |
| ----- | ----------- | --------------------------- | --------------------------- | --------------------------- |
| 1     | Турция      | 3 (3)                       | 1 (1)                       | 1 (2)                       |
| 2     | Россия      | 3 (3)                       | 1 (1)                       | 1 (1)                       |
| 3     | Франция     | 2 (2)                       | 2 (2)                       | 1 (1)                       |
| 4     | Азербайджан | 2 (3)                       | 2 (1)                       | 1 (0)                       |
| 5     | Польша      | 2 (3)                       | 2 (1)                       | 1 (0)                       |
| 6     | Германия    | 2 (2)                       | 2 (2)                       | 1 (1)                       |
| 7     | Италия      | 2 (3)                       | 2 (0)                       | 1 (0)                       |
| 8     | Румыния     | 1 (1)                       | 2 (2)                       | 2 (1)                       |
| 9     | Швейцария   | 1 (1)                       | 2 (2)                       | 2 (2)                       |
| 10    | Чехия       | 1 (1)                       | 2 (2)                       | 2 (0)                       |
| 11    | Сербия      | 1 (1)                       | 2 (2)                       | 2 (1)                       |
| 12    | Бельгия     | 1 (0)                       | 2 (3)                       | 2 (1)                       |
| 13    | Словения    | 1 (1)                       | 2 (1)                       | 2 (0)                       |
| 14    | Финляндия   | 0 (0)                       | 2 (3)                       | 2 (1)                       |
| 15    | Австрия     | 0 (0)                       | 2 (0)                       | 2 (3)                       |
| 16    | Украина     | 0 (0)                       | 2 (1)                       | 2 (0)                       |
| 17    | Греция      | 0 (0)                       | 1 (1)                       | 2 (2)                       |
| 18    | Нидерланды  | 0 (0)                       | 1 (2)                       | 2 (1)                       |

| Место | Страна               | Турниры и количество команд | Турниры и количество команд | Турниры и количество команд |
| Место | Страна               | Лига чемпионов              | Кубок ЕКВ                   | Кубок вызова                |
| ----- | -------------------- | --------------------------- | --------------------------- | --------------------------- |
| 19    | Хорватия             | 0 (0)                       | 0 (0)                       | 3 (2)                       |
| 20    | Израиль              | 0 (0)                       | 0 (1)                       | 3 (1)                       |
| 21    | Босния и Герцеговина | 0 (0)                       | 0 (0)                       | 3 (1)                       |
| 22    | Кипр                 | 0 (0)                       | 0 (1)                       | 3 (0)                       |
| 23    | Белоруссия           | 0 (0)                       | 0 (0)                       | 2 (1)                       |
| 24    | Словакия             | 0 (0)                       | 0 (0)                       | 2 (0)                       |
| 25    | Норвегия             | 0 (0)                       | 0 (0)                       | 2 (1)                       |
| 26    | Венгрия              | 0 (0)                       | 0 (1)                       | 2 (3)                       |
| 27    | Швеция               | 0 (0)                       | 0 (0)                       | 2 (0)                       |
| 28    | Люксембург           | 0 (0)                       | 0 (0)                       | 2 (1)                       |
| 29    | Португалия           | 0 (0)                       | 0 (0)                       | 1 (1)                       |
| 30    | Албания              | 0 (0)                       | 0 (0)                       | 1 (0)                       |
| 31    | Испания              | 0 (0)                       | 0 (0)                       | 1 (1)                       |
| 32    | Болгария             | 0 (0)                       | 0 (1)                       | 1 (0)                       |
| 33    | Черногория           | 0 (0)                       | 0 (0)                       | 1 (0)                       |
|       | Эстония              | 0 (0)                       | 0 (1)                       | 0 (0)                       |
|       | Косово               | 0 (0)                       | 0 (0)                       | 0 (1)                       |

В ячейках Турниры и количество команд вне скобок указано количество команд, которые страна имела возможность заявить в каждом из турниров, а в скобках — фактическое количество заявленных команд, определённое после корректировки численности участников. В ячейках Кубок ЕКВ и Кубок вызова количество команд указано без учёта клубов, присоединившихся по ходу соревнований из других турниров.

## Команды-участницы (с предварительного раунда)
| Страна               | Команда                                   |                                                 |
| -------------------- | ----------------------------------------- | ----------------------------------------------- |
| Турция               | «Бурса Бююкшехир» (Бурса)                 | по итогам чемпионата Турции 2015 (5-е место)    |
| Турция               | «Идман Оджагы» (Трабзон)                  | победитель Кубка БВА 2014                       |
| Россия               | «Заречье-Одинцово» (Московская область)   | По итогам чемпионата России 2015 (4-е место)    |
| Франция              | «Безье» (Безье)                           | По итогам чемпионата Франции 2015 (4-е место)   |
| Германия             | «Роте-Рабен» (Фильсбибург)                | После отказа трёх немецких команд               |
| Румыния              | «Букурешть» (Бухарест)                    | 3-й призёр чемпионата Румынии 2015              |
| Швейцария            | «Пфеффинген» (Пфеффинген)                 | По итогам чемпионата Швейцарии 2015 (4-е место) |
| Швейцария            | «Отель Кристал Франш-Монтань» (Сеньлежье) | По итогам чемпионата Швейцарии 2015 (5-е место) |
| Сербия               | «Единство» (Стара-Пазова)                 | по итогам чемпионата Сербии 2015 (4-е место)    |
| Бельгия              | «Астерикс» (Килдрехт)                     | Чемпион Бельгии 2015                            |
| Финляндия            | «ВоВо Рованиеми» (Рованиеми)              | по итогам чемпионата Финляндии 2015 (4-е место) |
| Австрия              | «СВС Пост» (Швехат)                       | Чемпион Австрии 2015                            |
| Австрия              | «Холдинг» (Грац)                          | 3-й призёр чемпионата Австрии 2015              |
| Австрия              | «ТИ Меранер» (Инсбрук)                    | По итогам чемпионата Австрии 2015 (4-е место)   |
| Греция               | «Паннаксиакос» (Наксос)                   | 3-й призёр чемпионата Греции 2015               |
| Греция               | АЕК (Афины)                               | по итогам чемпионата Греции 2015 (4-е место)    |
| Нидерланды           | «Слидрехт Спорт» (Слидрехт)               | 3-й призёр чемпионата Нидерландов 2015          |
| Хорватия             | «Пореч» (Пореч)                           | Чемпион Хорватии 2015                           |
| Хорватия             | «Младост» (Загреб)                        | 2-й призёр чемпионата Хорватии 2015             |
| Израиль              | «Хапоэль» (Кфар-Сава)                     | Чемпион Израиля 2015                            |
| Босния и Герцеговина | «Единство» (Брчко)                        | Чемпион Боснии и Герцеговины 2015               |
| Белоруссия           | «Минчанка» (Минск)                        | 2-й призёр чемпионата Белоруссии 2015           |
| Норвегия             | «Стод» (Стейнхьер)                        | Чемпион Норвегии 2015                           |
| Венгрия              | «Вашаш-Обуда» (Будапешт)                  | 2-й призёр чемпионата Венгрии 2015              |
| Венгрия              | «ТЕВА Гёдёллёи» (Гёдёллё)                 | по итогам чемпионата Венгрии 2015 (4-е место)   |
| Венгрия              | «Фатум-Ньиршули» (Ньиредьхаза)            | После отказа двух венгерских команд             |
| Люксембург           | «Вальфер» (Вальферданж)                   | Чемпион Люксембурга 2015                        |
| Португалия           | «Фамаликау-Атлетику» (Ламейраш)           | После отказа других португальских команд        |
| Испания              | «Сьюдад де Логроньо» (Логроньо)           | Чемпион Испании 2015                            |
| Косово               | «Скендерай» (Скендерай)                   | Чемпион Косово 2015                             |

## Система проведения розыгрыша
С предварительного раунда в розыгрыше участвуют 29 команд. Во всех стадиях турнира применяется система плей-офф, то есть команды делятся на пары и проводят между собой по два матча с разъездами. Победителем пары выходит команда, одержавшая две победы. В случае равенства побед победителем становится команда, набравшая в рамках двухматчевой серии большее количество очков (за победу 3:0 и 3:1 даётся 3 очка, за победу 3:2 — 2 очка, за поражение 2:3 — 1, за поражение 1:3 и 0:3 очки не начисляются). Если обе команды при этом набрали одинаковое количество очков, то назначается дополнительный («золотой») сет, победивший в котором выходит в следующий раунд соревнований.
После предварительного раунда со стадии 1/16 финала к 16 оставшимся клубам присоединяются 16 команд, выбывших из Кубка ЕКВ.

## Предварительный раунд
10-12/24-26.11.2015
 «Бурса Бююкшехир» (Бурса) свободна от игр предварительного раунда.
 «Младост» (Загреб) —  «ТЕВА Гёдёллёи» (Гёдёллё) 
12 ноября. 3:0 (25:21, 25:15, 25:19).
25 ноября. 3:0 (28:26, 25:15, 25:23).
 «Вальфер» (Вальферданж) —  «ТИ-Меранер» (Инсбрук)
10 ноября. 1:3 (25:23, 14:25, 14:25, 31:33).
24 ноября. 2:3 (17:25, 14:25, 25:21, 26:24, 6:15).
 «Слидрехт Спорт» (Слидрехт) —  «Астерикс» (Килдрехт)
11 ноября. 1:3 (25:23, 24:26, 13:25, 21:25).
25 ноября. 2:3 (19:25, 25:16, 25:19, 16:25, 11:15).
 «Букурешть» (Бухарест) —  «Единство» (Брчко) 
11 ноября. 3:1 (19:25, 25:23, 25:12, 25:12).
25 ноября. 3:0 (25:14, 25:22, 25:15).
 «Вашаш-Обуда» (Будапешт) —  «Холдинг» (Грац) 
11 ноября. 3:1 (25:9, 25:27, 25:22, 25:21).
24 ноября. 3:0 (25:18, 27:25, 26:24).
 «Минчанка» (Минск) —  АЕК (Афины) 
11 ноября. 3:2 (27:25, 21:25, 17:25, 25:20, 15:7).
26 ноября. 3:0 (25:18, 28:26, 27:25).
 «Фамаликау-Атлетику» (Ламейраш) —  «Роте-Рабен» (Фильсбибург)
11 ноября. 0:3 (22:25, 24:26, 22:25).
25 ноября. 0:3 (18:25, 15:25, 26:28).
 «Безье» —  «Отель Кристал Франш-Монтань» (Сеньлежье)
10 ноября. 3:2 (25:14, 25:21, 21:25, 21:25, 15:8).
26 ноября. 0:3 (20:25, 16:25, 10:25).
 «Идман Оджагы» (Трабзон) —  «Паннаксиакос» (Наксос) 
11 ноября. 3:0 (25:13, 25:16, 25:12).
25 ноября. 3:0 (26:24, 25:19, 25:17).
 «Хапоэль» (Кфар-Сава) —  «Скендерай» 
18 ноября. 3:0 (25:14, 25:10, 25:5).
24 ноября. 3:0 (25:16, 25:21, 25:23).
 «Сьюдад де Логроньо» (Логроньо) —  «Пфеффинген»
11 ноября. 2:3 (18:25, 25:22, 15:25, 25:23, 11:15).
25 ноября. 1:3 (25:18, 13:25, 15:25, 15:25).
 «Единство» (Стара-Пазова) —  «Фатум-Ньиршули» (Ньиредьхаза) 
11 ноября. 3:1 (25:22, 18:25, 25:21, 25:20).
26 ноября. 3:1 (25:11, 24:26, 25:14, 25:16).
 «СВС Пост» (Швехат) —  «Пореч»
11 ноября. 3:1 (26:28, 25:17, 25:23, 25:13).
25 ноября. 1:3 (22:25, 25:23, 14:25, 18:25). Дополнительный сет — 11:15.
 «Стод» (Стейнхьер) —  «ВоВо Рованиеми» (Рованиеми)
Отказ «Стода».
 «Заречье-Одинцово» (Московская обл.) свободно от игр предварительного раунда.
К вышедшим по итогам предварительного раунда в 1/16 финала присоединились команды, выбывшие на стадии 1/16 из розыгрыша Кубка ЕКВ 2015/2016:
| «Аполлон» (Лимасол) «Нант» «Сагре Невшатель» (Невшатель) «Неве-Шаанан» (Хайфа) «Кралово Поле» (Брно) «Олимпиакос» (Пирей) «Висбаден» «Дофин» (Шарлеруа) | «Хермес» (Остенде) «Тырговиште» «Кохила» ХПК (Хяменлинна) «Пари Сен-Клу» (Париж) «Оломоуц» «Эуроспед» (Алмело) «Олимпус» (Снек) |

## 1/16 финала
9-11/16-17.12.2014
 «Бурса Бююкшехир» (Бурса) —  «Аполлон» (Лимасол) 
8 декабря. 3:0 (25:12, 25:21, 25:17).
9 декабря. 3:0 (25:12, 25:16, 25:12). Оба матча прошли в Бурсе.
 «Нант» —  «Младост» (Загреб) 
8 декабря. 3:0 (26:24, 25:14, 25:16).
15 декабря. 3:0 (25:21, 25:20, 25:17).
 «Сагре Невшатель» (Невшатель) —  «ТИ-Меранер» (Инсбрук) 
10 декабря. 3:0 (25:18, 25:18, 25:21).
16 декабря. 3:2 (25:15, 25:20, 23:25, 29:31, 15:13).
 «Неве-Шаанан» (Хайфа) —  «Астерикс» (Килдрехт)
10 декабря. 0:3 (22:25, 19:25, 23:25).
16 декабря. 0:3 (22:25, 17:25, 23:25).
 «Букурешть» (Бухарест) —  «Кралово Поле» (Брно) 
9 декабря. 3:2 (25:27, 23:25, 25:23, 25:18, 15:17).
15 декабря. 3:0 (25:18, 25:21, 26:24).
 «Олимпиакос» (Пирей) —  «Вашаш-Обуда» (Будапешт) 
8 декабря. 3:0 (25:15, 25:11, 25:15).
16 декабря. 3:1 (22:25, 25:16, 25:17, 25:13).
 «Висбаден» —  «Минчанка» (Минск) 
9 декабря. 2:3 (22:25, 25:12, 25:20, 18:25, 6:15).
16 декабря. 3:1 (25:18, 25:23, 25:27, 25:19).
 «Роте-Рабен» (Фильсбибург) —  «Дофин» (Шарлеруа) 
10 декабря. 0:3 (17:25, 26:28, 13:25).
17 декабря. 3:0 (25:13, 25:18, 25:21). Дополнительный сет — 15:12.
 «Хермес» (Остенде) —  «Отель Кристал Франш-Монтань» (Сеньлежье)
9 декабря. 0:3 (21:25, 20:25, 17:25).
17 декабря. 0:3 (19:25, 21:25, 19:25).
 «Идман Оджагы» (Трабзон) —  «Тырговиште» 
9 декабря. 3:1 (25:20, 25:18, 24:26, 25:23).
16 декабря. 3:0 (25:20, 25:19, 25:18).
 «Кохила» —  «Хапоэль» (Кфар-Сава)
9 декабря. 3:1 (25:20, 13:25, 25:14, 26:24).
17 декабря. 0:3 (19:25, 10:25, 22:25). Дополнительный сет — 18:15.
 «Пфеффинген» —  ХПК (Хяменлинна) 
9 декабря. 3:0 (25:22, 25:18, 25:21).
15 декабря. 1:3 (16:25, 25:21, 19:25, 24:26). Дополнительный сет — 15:12.
 «Пари Сен-Клу» (Париж) —  «Единство» (Стара-Пазова) 
9 декабря. 3:1 (18:25, 25:10, 25:19, 25:22).
16 декабря. 3:1 (25:21, 17:25, 25:20, 25:16).
 «Оломоуц» —  «Пореч» 
9 декабря. 3:0 (26:24, 25:18, 25:10).
17 декабря. 3:0 (25:14, 25:18, 25:19).
 «Эуроспед» (Алмело) —  «ВоВо Рованиеми» (Рованиеми) 
9 декабря. 3:0 (25:16, 25:20, 25:23).
16 декабря. 3:2 (12:25, 28:26, 25:16, 20:25, 15:8).
 «Заречье-Одинцово» (Московская обл.) —  «Олимпус» (Снек) 
8 декабря. 3:0 (25:14, 25:12, 25:23).
16 декабря. 3:1 (25:22, 25:8, 31:33, 25:14).

## 1/8 финала
19-21/26-27.01.2016
 «Бурса Бююкшехир» (Бурса) —  «Нант» 
19 января. 3:1 (22:25, 25:22, 25:12, 25:19).
26 января. 3:1 (26:24, 24:26, 25:10, 25:22).
 «Сагре Невшатель» (Невшатель) —  «Астерикс» (Килдрехт)
21 января. 2:3 (17:25, 10:25, 25:20, 26:24, 14:16).
27 января. 0:3 (19:25, 16:25, 19:25).
 «Олимпиакос» (Пирей) —  «Букурешть» (Бухарест)
20 января. 3:0 (25:23, 25:16, 25:11).
27 января. 1:3 (18:25, 18:25, 25:14, 15:25). Дополнительный сет — 13:15.
 «Роте-Рабен» (Фильсбибург) —  «Висбаден»
20 января. 2:3 (23:25, 25:19, 16:25, 25:23, 14:16).
27 января. 2:3 (25:18, 18:25, 15:25, 25:22, 12:15).
 «Отель Кристал Франш-Монтань» (Сеньлежье) —  «Идман Оджагы» (Трабзон)
21 января. 0:3 (13:25, 16:25, 22:25).
27 января. 0:3 (20:25, 13:25, 21:25).
 «Хапоэль» (Кфар-Сава) —  «Пфеффинген»
21 января. 2:3 (20:25, 21:25, 26:24, 25:11, 10:15).
27 января. 1:3 (25:22, 14:25, 21:25, 23:25).
 «Оломоуц» —  «Пари Сен-Клу» (Париж)
20 января. 3:2 (27:25, 19:25, 26:24, 19:25, 15:8).
26 января. 1:3 (25:21, 8:25, 14:25, 17:25).
 «Эуроспед» (Алмело) —  «Заречье-Одинцово» (Московская обл.)
20 января. 0:3 (15:25, 22:25, 20:25).
27 января. 0:3 (15:25, 22:25, 20:25).

## Четвертьфинал
9-10/24.02.2016
 «Астерикс» (Килдрехт) —  «Бурса Бююкшехир» (Бурса)
9 февраля. 0:3 (13:25, 20:25, 22:25).
24 февраля. 1:3 (17:25, 25:16, 18:25, 22:25).
 «Висбаден» —  «Букурешть» (Бухарест)
9 февраля. 0:3 (20:25, 22:25, 21:25).
24 февраля. 0:3 (20:25, 14:25, 22:25).
 «Пфеффинген» —  «Идман Оджагы» (Трабзон)
10 февраля. 0:3 (15:25, 14:25, 15:25).
24 февраля. 0:3 (25:27, 18:25, 23:25).
 «Заречье-Одинцово» (Московская обл.) —  «Пари Сен-Клу» (Париж) 
9 февраля. 3:2 (25:21, 20:25, 27:29, 25:20, 15:11).
24 февраля. 3:0 (26:24, 25:23, 25:22).

## Полуфинал
9/13.03.2016
 «Бурса Бююкшехир» (Бурса) —  «Букурешть» (Бухарест)
9 марта. 1:3 (18:25, 25:16, 23:25, 22:25).
13 марта. 0:3 (22:25, 14:25, 14:25).
 «Заречье-Одинцово» (Московская обл.) —  «Идман Оджагы» (Трабзон)
9 марта. 2:3 (13:25, 25:14, 25:21, 20:25, 13:15).
13 марта. 0:3 (18:25, 24:26, 22:25).

## Финал

### 1-й матч
| 30 марта 2016 | \| «Букурешть» (Бухарест) \| 3:1 cev.lu \| «Идман Оджагы» (Трабзон) \| \| Ясна Майстрович (11) Джорджана Фалеш (10) Роксана Бакшиш (23) Мария Каракашева (14) Лаура Пихлаямяки (8) Джулия Пинчерато (5) Джоле Руццини (л) \| Голы \| Агнешка Рабка (4) Елена Благоевич (11) Бейза Арыджи (1) Саня Малагурски (17) Кремена Каменова (9) Синем Барут (8) Ирмак Гюрсой (л) Дениз Четинсарач (2) Джерен Чинар Фатма-Дуйгу Сипахиоглу (3) Дилара Бильге \| | Бухарест Elite & Performance Sport Hall 600 зрителей |
| Счёт по партиям — 20:25, 25:16, 25:16, 25:15. Время матча — 1 час 35 минут. Судьи: Михаил Мельник, Константин Йовчев.                           | | |
| «Букурешть» (Бухарест) | 3:1 cev.lu | «Идман Оджагы» (Трабзон) |
| Ясна Майстрович (11) Джорджана Фалеш (10) Роксана Бакшиш (23) Мария Каракашева (14) Лаура Пихлаямяки (8) Джулия Пинчерато (5) Джоле Руццини (л) | Голы | Агнешка Рабка (4) Елена Благоевич (11) Бейза Арыджи (1) Саня Малагурски (17) Кремена Каменова (9) Синем Барут (8) Ирмак Гюрсой (л) Дениз Четинсарач (2) Джерен Чинар Фатма-Дуйгу Сипахиоглу (3) Дилара Бильге |

### 2-й матч
| 3 апреля 2016 | \| «Идман Оджагы» (Трабзон) \| 1:3 cev.lu \| «Букурешть» (Бухарест) \| \| Бейза Арыджи (8) Саня Малагурски (10) Кремена Каменова (11) Синем Барут (7) Агнешка Рабка (2) Елена Благоевич (15) Неджла Эсепаша (л) Дениз Четинсарач (4) Дилара Бильге (2) Гизем Гирайгиль \| Голы \| Ясна Майстрович (19) Джорджана Фалеш (10) Роксана Бакшиш (14) Мария Каракашева (9) Лаура Пихлаямяки (15) Джулия Пинчерато (6) Джоле Руццини (л) Диана-Дора Кэрбуняну \| | Трабзон Mayis Kapali Spor Salonu 1500 зрителей |
| Счёт по партиям — 23:25, 13:25, 25:20, 20:25. Время матча — 1 час 43 минуты. Судьи: Витторио Сампаоло, Юрий Бакунович.                                                                       | | |
| «Идман Оджагы» (Трабзон) | 1:3 cev.lu | «Букурешть» (Бухарест) |
| Бейза Арыджи (8) Саня Малагурски (10) Кремена Каменова (11) Синем Барут (7) Агнешка Рабка (2) Елена Благоевич (15) Неджла Эсепаша (л) Дениз Четинсарач (4) Дилара Бильге (2) Гизем Гирайгиль | Голы | Ясна Майстрович (19) Джорджана Фалеш (10) Роксана Бакшиш (14) Мария Каракашева (9) Лаура Пихлаямяки (15) Джулия Пинчерато (6) Джоле Руццини (л) Диана-Дора Кэрбуняну |

### MVP
Лучшим игроком финальной серии признана нападающая команды «Букурешть» Ясна Майстрович.

## Призёры
«Букурешть» (Бухарест): Роксана Бакшиш, Диана Тэтару, Михаэла Озун, Ясна Майстрович, Адина-Мария Рошка, Джулия Пинчерато, Диана-Дора Кэрбуняну, Джорджана Фалеш, Мария Каракашева, Лаура Пихлаямяки, Джоле Руццини, Тамара Сушич. Главный тренер — Франсуа Сальваньи.
  «Идман Оджагы» (Трабзон): Гизем Гирайгиль, Синем Барут, Саня Малагурски, Бейза Арыджи, Ирмак Гюрсой, Фатма-Дуйгу Сипахиоглу, Елена Благоевич, Дилара Бильге, Дениз Четинсарач, Неджла Эсепаша, Джерен Чинар, Кремена Каменова, Агнешка Рабка. Главный тренер — Гёкхан Чокшен.